# Aleixo Láscaris Filantropeno
Aleixo Láscaris Filantropeno (em grego: Ἀλέξιος Λάσκαρις Φιλανθρωπηνός; fl. 1429–1449) foi um oficial bizantino sênior e governador no Despotado da Moreia durante as últimas décadas da existência do Império Bizantino.

## Vida
Ele aparece pela primeira vez em 1429, como governador (céfalo) de Vostitza (moderna Égio), tomando parte de Patras pelo déspota da Moreia (e mais tarde último imperador bizantino) Constantino Paleólogo. Um oponente da União das Igrejas, correspondeu com Genádio Escolário e Bessarion (que compôs um tratado sobre a procissão do Santo Espírito para ele), e tomou parte no Concílio de Florença em 1439, mas deixou-o antes.
Em 1446, foi nomeado céfalo de Patras. Constantino Paleólogo enviou-o ao imperador João VIII Paleólogo em Constantinopla no outono de 1448 para resolver uma disputa com seu irmão Tomás Paleólogo, mas antes de Aleixo chegar na capital, ele soube que o imperador morreu. Em dezembro, partiu para Mistras junto com Manuel Iágaris Paleólogo para levar as notícias da morte de João e a proclamação de Constantino como imperador e supervisionar sua coroação (janeiro de 1449).